# Žirovnice (Fluss)
Die Žirovnice ist der linke Quellfluss der Nežárka in Tschechien.

## Verlauf
Sie entspringt in 658 m Höhe nordöstlich des Dorfes Pelec bei Častrov in der Böhmisch-Mährischen Höhe.
An ihrem Lauf in südliche Richtung liegen die Orte Častrov und Žirovnice, wo sie sich nach Südwesten wendet. Über Vlčetín, Bednáreček, Kamenný Malíkov, Hostějeves, Pejdlova Rosička und Bednárec fließt die Žirovnice nach Jarošov nad Nežárkou, wo sie sich  nach 29,9 km  in 471 m ü. M. mit der Kamenice zur Nežárka vereint. 
Die Žirovnice hat ein Einzugsgebiet von 128,6 km². Entlang ihres Laufes wird sie in mehreren Fischweihern angestaut.

## Zuflüsse
- Barborský potok (l), Častrov
- Počátecký potok (l), Žirovnice
- Brodek (r), Vlčetín